# Kafr Takharim (nahija)
Nahija Kafr Takharim (ar. ناحية كفر تخاريم) je nahija u okrugu Harem, u sirijskoj pokrajini Idlib. Po popisu iz 2004. (prije rata), nahija je imala 14.772 stanovnika. Administrativno sjedište je u naselju Kafr Takharim.